# IK Tälje
IK Tälje var en idrottsförening från Södertälje i Södermanland bildad 1915. Åren 1987 till 1994 spelade man i Division I och nådde som bäst en andraplats 1989/1990 vilket kvalificerade dem för spel Allsvenskan där man dock slutade sist. Säsongerna 2000/01 och 2001/02 spelade man återigen i Division 1 och nådde Allettan båda gångerna.